# 이시가키섬
이시가키섬(일본어: 石垣島 이시가키지마[*])은 일본 남서부를 이루고 있는 류큐 열도에 있는 섬이다. 야에야마 제도의 정치, 경제, 교육, 교통의 중심지이고, 오키나와현에서는 이리오모테섬 다음으로 3번째로 큰 섬이다. 인구는 45,000여명이 거주한다.
2007년 1월 1일에 환경성은, 이시가키섬의 일부를 29번째 국립 공원으로 지정할 수 있도록 이시가키시와 협의를 시작했고, 2007년 9월 무렵까지 국립 공원 지정을 목표로 한다고 발표했다.

## 자연환경
열대 숲으로 덮여 있으나 이리오모테섬보다는 열대 우림이 작다. 기후는 열대 우림 기후이다. 1월 평균 기온은 18.6도이고 7월 평균 기온은 29.0도이며 연평균 기온은 24.3도이다. 역대 최고 기온은 35.6도를 기록하기도 한다.

## 자위대

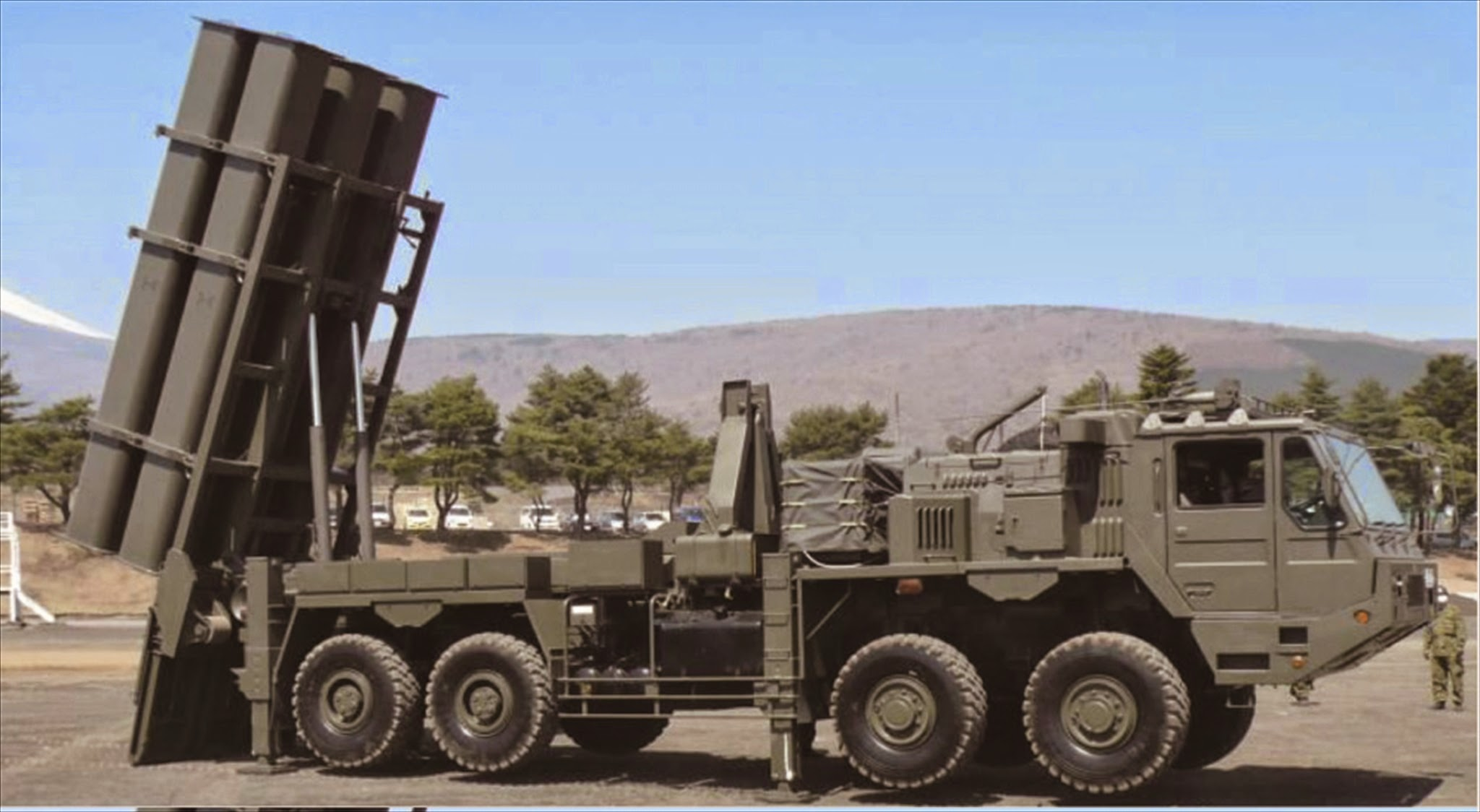
12식 지대함유도탄 차량에는 6발의 미사일이 장착된다.

이시가키는 중국과 영유권 분쟁중인 센카쿠 제도에서 남쪽으로 170 km, 대만 수도 타이베이에서 동쪽으로 260 km 떨어져 있다.
센카쿠 제도는 태평양 전쟁에서 히로시마 나가사키 핵폭격으로 항복하여 일본 전체 영토와 식민지들이 모두 미국 영토가 되었을 때, 센카쿠 제도도 미국 영토가 되었다가, 미국이 일본에 되돌려 주어 현재는 일본이 실효적 지배를 하고 있다. 그러나 중국이 역사적으로 자기 영토라며, 국제법을 떠나서 일본이 물러가라고 주장하고 있다.
일본은 센카쿠 제도를 방어하기 위해 이시가키에 지대공 미사일, 지대함 미사일인 12식 지대함유도탄을 배치할 계획이다.
이시가키에서 북동쪽으로 120 km에 미야코섬이 있다. 여기에도 미사일들을 배치할 계획이다. 미야코섬에서 북동쪽으로 280 km에 오키나와섬이 있으며, 그 사이 공해를 중국 구축함이 통항하고 있다. 이미 인근의 오키나와섬에는 사거리 200 km 12식 지대함유도탄이 배치되었다.

## 같이 보기
- 일본의 관광